# Young Justice
Young Justice (Brasil: Justiça Jovem / Portugal: Jovens Justiceiros) é uma série de desenho animado estadunidense criada por Greg Weisman e Brandon Vietti para o Cartoon Network, tendo sido exibido no bloco DC Nation deste canal. Apesar do título, não é uma adaptação da série de HQ Justiça Jovem de Todd Dezago e Todd Nauck, mas sim uma adaptação de todo o Universo DC com foco nos super-heróis mais jovens. A série mostra o dia-a-dia de heróis e ajudantes adolescentes que são membros de uma equipe de operação secreta chamada simplesmente de "a equipa". A equipe é essencialmente uma versão jovem da famosa equipe adulta, a Liga da Justiça. O cenário principal é o universo fictício da Terra-16, durante um período de tempo em que super-heróis são um fenômeno relativamente recente.
A série estreou em 7 de janeiro de 2011 com reapresentação de duas semanas dos dois primeiros episódios, que foram originalmente exibidos como um especial de uma hora de duração em 26 de novembro de 2010. Justiça Jovem estreou em novembro de 2011 no Brasil pelo Cartoon Network Brasil e, em janeiro de 2012, o SBT passou a exibir episódios da série em intervalos irregulares dentro do seu programa infantil "Dia no Parque". Em Portugal, foi exibido pela RTP 2 no programa Zig Zag e agora está disponível na Netflix com uma dobragem diferente da RTP 2. Após sua segunda temporada, intitulada Young Justice: Invasion, a série foi cancelada junto com sua série parceira da DC Nation Green Lantern: The Animated Series na primavera de 2013.
Em 7 de novembro de 2016, a Warner Bros. Animation anunciou que a série estaria retornando para uma terceira temporada, intitulada Young Justice: Outsiders, que estreou no início de 4 de janeiro de 2019. No dia 20 de julho de 2019 na San Diego Comic-Con, foi anunciado pelos criadores da série Vietti e Weisman que o DC Universe renovou a série para uma quarta temporada. No dia 12 de setembro de 2020, foi anunciado que a quarta temporada será intitulado de Young Justice: Phantoms. "O Prêmio", uma reprodução de áudio que passa entre a terceira e quarta temporada, foi apresentado no evento DC FanDome no mesmo dia. No dia 18 de setembro de 2020, foi anunciado que Justiça Jovem estará se mudando para o HBO Max.

## Personagens
| Personagem                                                                    | Descrição | Poderes / Habilidades |
| Aqualad Kaldur'ahm (dublado por Khary Payton)                                 | Na primeira temporada, Kaldur'Ahm (ou Kaldur), originário de Atlantis é o habilidoso líder da equipe com apenas 16 anos. Foi treinado em táticas de ataque e defesa por seu amigo, tutor e Rei Orin, o Aquaman, e por sua Rainha Mera, que o iniciou nas Artes Místicas Atlantes. Tem comportamento sereno e é bastante compreensivo e amigável com a equipe. Alguns de seus poderes são canalizados por tatuagens que tem nos braços, produtos de uma mescla de magia e ciência atlantes. | - Superforça: tem uma força sobre-humana, podendo desferir golpes poderosos, e pode levantar objetos pesados. - Respiração subaquática: assim como todo atlante, usa suas guelras para respirar debaixo d' água - Hidrocinese: através de suas tatuagens místicas em forma de enguia, Kaldur é capaz de controlar e moldar quaisquer líquidos de acordo com sua vontade, podendo transformá-los temporariamente em objetos sólidos. - Eletrocinese: pode gerar cargas elétricas, que podem ser descarregadas na água ou diretamente em seus oponentes. |
| Robin / Asa Noturna Richard John "Dick" Grayson (dublado por Jesse McCartney) | Na primeira temporada, Dick é o Robin e, com apenas 13 anos, é o mais experiente membro da equipe no combate ao crime. Não possui superpoderes, mas sua experiência no circo e seu aprendizado com o Batman fez com que desenvolvesse habilidades mentais e motoras ao máximo. Com personalidade irreverente pode, frequentemente, ser ouvido gargalhando durante seus combates ou enquanto está à espreita de algum vilão. Foi proibido pelo Batman de revelar sua identidade secreta aos membros da equipe, à exceção do Kid Flash, que já o conhecia anteriormente. Na segunda temporada, Dick assume a liderança da equipe, quando adota a identidade de Asa Noturna, passando o "cargo" de Robin a Tim Drake. | Mestre em combate armado e desarmardo: foi treinada para ter habilidades extraordinárias de luta mano-a-mano e com uso de armas - Memória fotográfica: é capaz de armazenar e processar grandes quantidades de informação em sua mente, elevando sua capacidade de aprendizagem a níveis impressionantes; - Vasto conhecimento tecnológico: domina qualquer tipo de tecnologia e é um gênio da informática, notadamente a Ciência da Computação, o que mostra-se bastante útil em quase todas as missões da equipe. |
| Superboy Projeto Kr / Kon-El / Conner Kent (dublado por Nolan North)          | Superboy é bastante explosivo em seu temperamento e tem sérias dificuldades com interações interpessoais. Quando usa implantes fornecidos por Lex Luthor seus poderes igualam-se aos do Superman. | - Super força: por ainda ser jovem e um clone em desenvolvimento, sua força é menor que a do Superman. Essa condição desagrada ao personagem, que, por essa razão, já se mostrou enraivecido em diversos momentos na série. Porém, segundo seus criadores, Superboy atingirá pleno desenvolvimento com cerca de 2 anos de idade. - Visão de raio X: habilidade de enxergar através de objetos sólidos. - Super saltos: para compensar sua incapacidade de voar como o Superman, Superboy usa a superforça de suas pernas para pular distâncias bastante longas, que facilmente ultrapassam a altura de edifícios.                                                    |
| Kid Flash Wallace Randolph "Wally" West (dublado por Jason Spisak)            | Wally West aprendeu a usar sua supervelocidade com Barry Allen, além de viajar no tempo e realidade. Com 15 anos, ele já possuía um bom senso de humor, fazendo até piadinhas em momentos críticos. Wally era apaixonado por Artemis. Na segunda temporada, ele se aposenta como Kid Flash, mas voltou a ativa para ajudar do seu primo de segundo grau, Bart Allen que era conhecido como o Impulso. | - Super velocidade: habilidade de se mover depressa, correndo em velocidade supersônica. |
| Miss Marte M'gann M'orzz / Megan Morse (dublada por Danica McKellar)          | Sobrinha de J'onn J'onzz, o Caçador de Marte, Megan Morse tem uma personalidade doce e efervescente, mas vive intensos conflitos internos por esconder segredos de seu passado. | - Telepatia: capacidade de ler mentes alheias e nelas projetar seus próprios pensamentos. - Mudança de Forma: habilidade de mudar as características físicas e se transformar em outra pessoa, chegando a níveis celulares, como mudança do tipo sanguíneo. - Telecinese: capacidade de mover, levitar e quebrar objetos com a força da mente. - Invisibilidade: capacidade de ficar invisível a olho nu, podendo camuflar seu corpo em qualquer lugar. - Voo: capacidade de flutuar pelos ares, podendo voar como bem entender e quando quiser, e de qualquer forma. - Intangibilidade: capacidade de mudar a densidade do seu corpo e atravessar a matéria sólida. |
| Artemis Artemis Crock (dublada por Stephanie Lemelin)                         | Artemis Crock é excepcional arqueira e excelente lutadora. Ela é irmã de Jade Nguyen, a Lince e filha de Lawrence "Crusher" Crock, o Mestre dos Esportes e de Paula Brooks, a Tigresa. | - Habil com Arco e Flecha: Artemis apresenta ser perita no uso de arco e flecha e pode rapidamente analisar cenários complexos para fazer disparos perfeitos e quase sempre acertar o alvo. - Mestre em combate armado e desarmardo: foi treinada para ter habilidades extraordinárias de luta mano-a-mano e com uso de armas. |
| Zatanna Zatanna Zatara (dublada por Lacey Chabert)                            | Zatanna Zatara é uma feiticeira em ascensão e filha de John Zatara. Entra na Justiça Jovem após seu pai ser consumido pelo Nabu e se tornar o Senhor Destino, sofrendo constantemente por sua perda. | - Mestre Feiticeira: Zatanna pode conjura feitiços ao contrário, porém não necessariamente precisa fazê-lo para realizar os encantos. |
| Foguete Raquel Ervin (dublada por Kittie)                                     | Raquel Ervin é uma exímia metahumana que tem poderes semelhantes a um foguete, por isso seu codinome. Era assistente de Ícone. | - Voo: capacidade de flutuar pelos ares, podendo voar como bem entender e quando quiser, envolta por uma aura vermelha. - Geração de campos de força: capaz de criar campos de força resistentes a golpes físicos, gerando mais energia cinética para a barreira. |

Heróis de Suporte
Roy Harper - Ricardito/Arqueiro Vermelho
Liga da Justiça

#### Associações de vilões
Ao longo dos episódios, os jovens heróis enfrentaram alguns agrupamentos de malfeitores que tinham a intenção de destruí-los e provocar o caos.

##### Outros grupos inimigos
- Culto Kobra
- Liga da Injustiça
- Lordes do Caos

## Episódios
Artigo principal: Lista de episódios de Young Justice
| Temporada | Temporada | Episódios | Episódios          | Originalmente lançado  | Originalmente lançado | Originalmente lançado |
| Temporada | Temporada | Episódios | Episódios          | Estreia da temporada   | Final da temporada    | Emissora              |
| --------- | --------- | --------- | ------------------ | ---------------------- | --------------------- | --------------------- |
|           | 1         | 26        | 26                 | 26 de novembro de 2010 | 21 de abril de 2012   | Cartoon Network       |
|           | 2         | 20        | 20                 | 28 de abril de 2012    | 16 de março de 2013   | Cartoon Network       |
|           | 3         | 26        | 13                 | 4 de janeiro de 2019   | 25 de janeiro de 2019 | DC Universe           |
| 13        | 3         | 26        | 2 de julho de 2019 | 27 de agosto de 2019   |                       | DC Universe           |